# The Damned Things
The Damned Things é um grupo de heavy metal constituído por Joe Trohman e Andy Hurley do Fall Out Boy, Scott Ian e Rob Caggiano do Anthrax, Keith Buckley e Josh Newton do Every Time I Die. A banda está atualmente em um hiato indefinido, todos os membros estão agora trabalhando com as suas bandas originais.

## Discografia
Álbuns de estúdio
| 2010 | Ironiclast - Lançamento: 14 de Dezembro de 2010 - Gravadora: Mercury - Formatos: CD, download digital | – | 1 | 32 | 10 |

Singles
| Ano  | Título                                | Pico Posições | Álbum      |
| Ano  | Título                                | U.S. Main.    | Álbum      |
| ---- | ------------------------------------- | ------------- | ---------- |
| 2010 | "We've Got a Situation Here"          | 25            | Ironiclast |
| 2011 | "Friday Night (Going Down in Flames)" | —             | Ironiclast |